# Olympic Studios
Olympic Studios — знаменитая коммерческая студия звукозаписи, с середины 1960-х годов располагавшаяся по адресу 117 Чёрч-Роад (Church Road), квартал Барнс (англ. Barnes), юго-западный Лондон, Англия. Широко известна большим количеством записей в жанре рок- и поп-музыки, сделанных в этой студии начиная со второй половины 1960-х годов.
Сама компания Olympic Sound Studios основана в 1957 Агнусом Маккензи (Angus McKenzie), к которому вскоре присоединились Ричард Свиттенхем (Richard Swettenham) и Кейт Грант (Keith Grant). В здание на Чёрч роад, 117 студия Olympic переехала в 1965.
Среди других наград, студия пять раз выигрывала титул «Best Recording Studio» (Лучшая студия звукозаписи), присуждаемый журналом Music Week. Тем не менее после 40 лет деятельности и смены ряда владельцев (succession of owners), студийные помещения на Чёрч роад, 117 были закрыты 30 января 2009 в результате решения Virgin Group, которая приобрела EMI и все её помещения, в том числе и эту принадлежавшую EMI к этому времени студию. За неделю до закрытия, в качестве последнего «прощай», сотрудники студии собрались вместе и записали кавер-версию «классической» песни группы Rolling Stones «You Can’t Always Get What You Want». Видео с этой записью доступно на портале Youtube.
После продажи здания сообщалось, что оно будет преобразовано в независимый местный кинотеатр (independent local cinema), в интерьере которого будет также напоминаться история и самого здания, и знаменитой студии, располагавшейся в нём. Открытие кинотеатра намечено на осень 2012.

## Здание и оборудование
Здание по адресу Чёрч-роад, 117 было построено в 1906 году как театр для компании Barnes Repertory Company, позднее переоборудовано под кинотеатр. В середине 1950-х годов здание было куплено Guild TV и преобразовано в киностудию (film studio). В 1965 здание купила компания Olympic Sound Studios, до того располагавшаяся в центральных районах Лондона. Переоборудованием здания под студию звукозаписи руководил архитектор Робертсон Грант (Robertson Grant), акустику студийных помещений спроектировали Кейт Грант (Keith Grant) и Рассел Петтингер (Russel Pettinger).
Микшерные пульты студии Olympic были созданы сотрудниками компании и построены специально для этой студии; в дальнейшем стали известны как «пульты Olympic» (Olympic desks); непосредственно конструированием занимались Дик Свиттенхэм (Dick Swettenham), Кейт Грант (Keith Grant), позднее Джим Макбрайд (Jim McBride) в сотрудничестве с Джимом Доулером (Jim Dowler). В последующие годы Свиттенхэм начал коммерческое производство микшерных пультов, известных как «Helios desks». Первый пульт такого типа был введён в эксплуатацию Грантом под названием Helios One во 2-й студии комплекса Olympic (Studio Two). Микшерные пульты Olympic desks и их продолжение Helios desks и в настоящее время ценятся за их качество в обработке звука.

## История студии
Первоначально, в конце 1950-х, Olympic Sound Studios располагалась в центральном Лондоне и принадлежала Ангусу Маккензи (Angus McKenzie), который купил у Ларри Лайонса (Larry Lyons) компанию Olympia Studio, располагавшуюся в лондонском районе Фулхэм. Затем Маккензи взял в аренду здание заброшенной синагоги в лондонском районе Вест-Энд.
Объединившись с Ричардом Свиттенхемом (Richard Swettenham), Маккензи открыл 1-ю студию Olympic (Olympic’s Studio One) с консолью (пультом микширования и управления обработки и записи звука), построенной на электронных лампах и перевезенной из предыдущего помещения, где располагалась студия Olympia. Кейт Грант (Keith Grant) пришел в компанию Olympic Studios в 1958, до этого работал на студии IBC Studios как звукоинженер (music engineer). Свиттенхем сконструировал первый (в мире) профессиональный микшерный пульт (professional transistorised desk), построенный на транзисторах, который был установлен в 1960 в Студии 1 (Studio One); также там был установлен первый в Англии многодорожечный (на 4 дорожки) магнитофон.
В Студии 1 записывались многие британские группы и артисты, оказавшие влияние на развитие поп- и рок-музыки, такие, как The Yardbirds, The Jimi Hendrix Experience, Алексис Корнер и Грэхем Бонд. The Rolling Stones записали в ней свой первый хит-сингл с кавер-версией песни Чака Берри «Come On» в 1963. Там записывали свои песни Дасти Спрингфилд и The Troggs (их хит «Wild Thing» был записан именно там). На ставшей популярной студии Olympic работал звукозаписывающий персонал (A&R staff) крупных лейблов — Decca, EMI, Pye, а также делалась запись музыки для лондонской сети телевещания London Weekend Television.
Когда в 1965 срок аренды закончился, Маккензи продал компанию Клиффу Адамсу (en:Cliff Adams) и Кейту Гранту; год спустя они переехали в лондонский район Барнс, на Чёрч-роад, 117. Одними из первых, кто записался в новом помещении в Барнсе, были Rolling Stones, которые записали затем на этой студии шесть своих альбомов в период с 1966 по 1972. В этой студии The Beatles записывали основные треки для песен «All You Need Is Love» и «Baby, You’re a Rich Man». Джими Хендрикс записывал в ней некоторые треки для альбома Are You Experienced, а его альбомы Axis: Bold as Love и Electric Ladyland практически полностью были полностью записаны там. The Who записали на Чёрч-стрит альбомы Who's Next и Who Are You. В этой студии много работали Led Zeppelin, которые записывали в ней треки для всех своих студийных альбомов до Physical Graffiti в 1975 включительно. В 1975 в студии записывались Queen (альбом A Night at the Opera) и Дэвид Боуи. На студии было записано огромное количество примечательных альбомов и синглов многих групп и артистов — как, например, The Small Faces, Traffic, Hawkwind, The Moody Blues, Deep Purple. Здесь Procol Harum записали свой суперхит «A Whiter Shade of Pale».
В 1970-х Кейт Грант поручил своему отцу, Робертсону Гранту (Robertson Grant), переделать дизайн Студии 2 (to re-design Studio Two), теперь основной рабочей студии, в связи с возникшими проблемами из-за плохой звукоизоляцией между нею и Студией 1. Студия 1, например, должна была записывать классическую музыку Эдуарда Элгара, в то время как в Студии 2 должны были записываться The Rolling Stones — и громкие звуки из Студии 2 проникали в Студию 1. Робертсон Грант успешно сконструировал и построил полностью плавающую конструкцию весом 17 тонн, которая поддерживалась резиновыми прокладками. В этот период на студии были записаны оригинальная альбомная версия рок-оперы Jesus Christ Superstar (1970), множество музыки для фильмов и оркестровой музыки. Были записаны в том числе музыка к фильмам The Italian Job (1969), кино-версиям мюзиклов Jesus Christ Superstar (1973) и The Rocky Horror Picture Show (записано в Студии 2 в 1975).
В это же время (в середине 1970-х) Мик Джаггер стал участвовать в оформлении и переоборудовании студии и придании ей современного дизайна. Позднее Робертсон Грант добавил в оснащение студии (возможно, впервые в мире) механизмы, мгновенно (instant) изменяющие акустику помещения с помощью деревянных реек (slats), закрывающих или открывающих звукопоглощающие панели позади них. Это сделало возможным кардинально изменять акустику студийного помещения как для записи рок-музыки, так и для записи оркестра, всего лишь потянув за шнур (at the pull of a cord).
В 1987 студию купило Virgin Music — подразделение лейбла Virgin Records. После консультаций с Сэмом Тойошима (Sam Toyoshima), японцем, занимавшимся строительством студий (Japanese studio builder), который заявлял, что студия «непригодна для записи музыки», помещения были переоборудованы для получения других акустических свойств. Барбара Джефферис (Barbara Jefferies), тогда менеджер студии от Virgin Music в Olympic Studios, дала указание, что мастер-плёнки из огромной студийной фонотеки сессий звукозаписи должны быть выброшены.. Процесс уничтожения этих плёнок был небрежно организован — они были вынесены наружу из здания и лежали там без присмотра несколько дней. Многое было разграблено, а некоторые записи, по-видимому, позднее были проданы как бутлеги за значительные суммы денег.
В декабре 2008 начали ходить слухи о том, что студия может быть закрыта, и объединившиеся в одну группу Virgin и EMI подтвердили это. В феврале 2009 веб-сайт Olympic Studios разместил информацию, что студия закрыта из бизнес-соображений. Позднее сайт отображал лишь смежные сервисы (allied services).
Спустя 25 лет вновь встретились те, кто работал в составе персонала Olympic Sound Studios в период с 1966 по 1987 годы. Они пришли в здание на встречу, созванную Doug Bennett/Smudger/Simon Bohannan совместно с Кейтом Грантом. Встреча произошла в помещении студии (Studio’s Local), называющемся «The Red Lion» («Красный Лев») на Castleneau Barnes SW13 в воскресенье 13 мая 2012, в полдень.
Более 40 человек собрались, чтобы отметить проводы одной из Самых Любимых Студий в Западном Полушарии (one of the Most Loved Studios in the Western Hemisphere). Писатели, инженеры, продюсеры, музыканты, офисные сотрудники, обслуживающий персонал объединились с высококлассными композиторами Tony Britten, George Fenton, Howard Blake, John Scott, Tony Kinsey и многими другими. Кейт Грант устроил вместе со Стивеном Бёрджем (Stephen Burge) — новым владельцем помещений по адресу Барнс, Чёрч-роад, 117, где располагалась первоначально Olympic Studios, «экскурсию» по уже частично разрушенному интерьеру, изменяемому для размещения здесь кинотеатра «The Olympic Cinema».
Кейт Грант и Кристи Кимси (Kristi Kimsey) вели «экскурсию», а муж Кристи — Крис Кимси (Chris Kimsey), один из многих, кто начал свою музыкальную карьеру на Olympic, открыли одно из оставшихся помещений для звукозаписи в подвале, и установили там своё собственное звукозаписывающее оборудование.
Когда группа «экскурсантов» проходила через частично или полностью демонтированные помещения, они видели Студию 1 ещё остававшейся практически в том же виде, но Студия 2 уже была переделана в огромный бар с потолком высотой 7 метров. И в заключение сотрудники и музыканты исполнили и записали совместно кавер-версию «классической» песни группы Rolling Stones «You Can’t Always Get What You Want».

## Известные в мире звукозаписи люди, начинавшие на Olympic Studios
Olympic Studios знаменита благодаря качеству производимых на ней записей. Но студия также стала стартовой площадкой для многих впоследствии знаменитых продюсеров, звукорежиссёров, звукоинженеров, как например:
- Gus Dudgeon — начинал как «мальчик на побегушках» (tea boy), а затем продюсер Элтона Джона[1].
- Глин Джонс, а также его брат Andy Johns — наиболее известны по их работам с The Rolling Stones и Led Zeppelin[1].
- Джимми Миллер — продюсер альбомов и синглов групп Family, Traffic и The Rolling Stones.
- Роджер Сэведж — записавший 10 мая 1963 первый хит Rolling Stones (кавер-версию песни Чака Берри «Come On»); затем переехал в Австралию, где он стал сначала очень успешным звукоинженером, а потом создал три собственные студии звукозаписи и постпродакшн «Sound Firm» (в Мельбурне, Сиднее и китайском Пекине).[14][15]
- Toby Alington — сейчас владелец Richmond Studios Productions (who now has Richmond Studios Productions as his organization).
- David Treahearn — начинал на студии как ассистент звукоинженера; сейчас автор песен, занимается сведением записей и продюсированием (Assistant Engineer, now Songwriter, Mixer & Producer) совместно с DNR и половиной дуэта Electro duo, The Slips.
- Chris Kimsey — наиболее известен по его работе с The Rolling Stones как продюсер.
- Gerry O’Riordan — наиболее известен своими выдающимися навыками при записи и монтаже записей (recording and editing skills).[16]
- David Hamilton-Smith — наиболее известен по его работам с Эндрю Ллойдом Уэббером и Тимом Райсом.
- George Chkiantz — обычно упоминается как изобретатель эффекта обработки звука «фланжер» (вначале — с помощью магнитофонной плёнки) (англ. usually credited with inventing the technique of tape flanging); впервые эффект использован при записи группой The Small Faces песни «Itchycoo Park».[17][18]
- Эдди Крамер — звукоинженер из персонала Olympic (Olympic staff engineer), записывал Джими Хендрикса и до настоящего времени ещё связан с постпродакшном его работ.
- Paul PDub Walton — звукорежиссёр, наиболее известен по его работам с Бьорк и Мадонной.[19]
- Richard Swettenham — наиболее известен как создатель дизайна микшерных пультов (консолей) «Olympic desks» для студии.
- Роджер Майер — наиболее известен как создатель педалей эффектов для гитар (guitar pedals), из которых более всего известна октавия — педаль эффектов, которая воспроизводит входной звук октавой выше, смешивая его на выходе со входным и добавляя искажения типа «фузз»; эффект получил популярность после его применения Хендриксом; можно услышать, например, в знаменитой песне Хендрикса «Purple Haze».
- Doug Bennett — продюсер, звукоинженер и аранжировщик, наиболее известен своей работой со Stranglers.[20]
- Phil Chapman — продюсер, звукоинженер.[21]
- Laurence Burrage — звукоинженер.[22]
- Alan O’Duffy — продюсер, звукоинженер, наиболее известен по его работам с Rolling Stones, Полом Маккартни, Эриком Клэптоном и Родом Стюартом.[23]

## Музыканты и группы, записывавшиеся на студии в 1966—2009
The Beatles, Air Traffic, Бет Ортон, Blind Faith, Эрик Клэптон, Корин Бэйли Рэй, Дасти Спрингфилд, Cream, Донован, Europe, The Easybeats, Fairport Convention, Элла Фицджеральд, Funkadelic, Graham Bond Organization, The Jimi Hendrix Experience, Эми Макдональд, The Move, Paper Aeroplanes, PP Arnold, Принс, Procol Harum, The Rolling Stones, Small Faces, Spiritualized, Spooky Tooth, Barbra Streisand, Supertramp, Тони Беннетт, Traffic, Scott Walker, Shirley Bassey, Matt Monro, Джордж Мартин, The Troggs, The Yardbirds, The Zombies, Бритни Спирс, Perry Como, Joan Armatrading, Barclay James Harvest, Bryan Ferry, Boxer, David Bowie, Buckacre, The Buzzcocks, Pink Floyd, Deep Purple, Eagles, Marianne Faithfull, Fairport Convention, Humble Pie, Hawkwind, Led Zeppelin, The Who, The Pretty Things, Cat Stevens, The Jam, Jesse Davis, King Crimson, Mott the Hoople, Queen, Steve Miller Band, The Stranglers, Thin Lizzy, Madeline Bell, The Tourists, Massive Attack, Мадонна, Elmer Bernstein, Tony Bennett, Sammy Davis Jr, The Cure, Bryan Adams, Крис де Бург, Climie Fisher, Peter Frampton, Kylie Minogue, Джо Кокер, Elvis Costello, Pulp, Diesel Park West, Duran Duran, Andy Fairweather Low, Fine Young Cannibals, Boy George, Snow Patrol, Howie Day, Level 42, BB King, Nellee Hooper, Пол Маккартни, Kirsty MacColl, Primal Scream, Chris Rea, Roxy Music, Spandau Ballet, Howlin' Wolf, Stiff Little Fingers, David Sylvian, Tears for Fears, Bobby Tench, The Cult, The The, John Cale, Savoy Brown, Turin Brakes, T’Pau, Transvision Vamp, Roger Waters, Paul Young, Роберт Плант, The Pretenders, 808 State, Bad Company, Björk, Boyzone, Cast, The Cranberries, Depeche Mode, Des'ree, The Electric Blues Company, Sophie Ellis-Bextor, James, Jesus Jones, INXS, Alison Limerick, Morrissey, Michael Nyman, Oasis, Pet Shop Boys, Алан Прайс, Paul Weller, Wishbone Ash, Simple Minds, Suede, Soft Machine, Steve Adey, The Stooges, The Nice, Terence Trent D'Arby, Ten Years After, The Verve, Love, Zucchero, Майкл Найман, The Moody Blues, Shed Seven, Spice Girls, The Verve, The Rivitive, Gwen Stefani, Badly Drawn Boy, Melanie C, Kaiser Chiefs, Arctic Monkeys, Placebo, Kasabian, The Zutons, Goldfrapp, Jack Bruce, Babyshambles, The Pigeon Detectives, Mika, Дельта Гудрем, The Courteeners, Connie Talbot, Keane, McFly, Lily Allen, Ignition, The Hives, Josiah Leming, The Killers, Editors, The Operators, The Used, U2, Van Morrison, Asobi Seksu, Toše Proeski, Aleksandra Ivanovska, Bobby Whitlock, Mansun